# Thunderstruck (film, 2012)
Pour les articles homonymes, voir Thunderstruck.
Pour plus de détails, voir Fiche technique et Distribution.
Thunderstruck est un film américain réalisé par John Whitesell, sorti en 2012.

## Synopsis
Le jeune Brian, 16 ans, fan de basket et supporter de l'équipe locale ainsi que sa vedette, Kevin Durant (dans son propre rôle de champion de basket), récupère magiquement les dons de ce dernier lors d'une poignée de main à la mi-temps. La star rate désormais tous ses tirs et fait perdre son équipe. Brian hérite de son habileté et va faire une petite démonstration à l'entraîneur (James Belushi) de l'équipe du lycée. Intégré dans l'équipe, il subjugue par sa dextérité. Mais il faudra bien revenir à la réalité ...

## Fiche technique
- Titre : Thunderstruck
- Réalisation : John Whitesell
- Scénario : Eric Champnella et Jeff Farley
- Pays d'origine : États-Unis
- Genre : Comédie
- Date de sortie : 2012

## Distribution
- Kevin Durant : lui-même
- Taylor Gray : Brian
- Jim Belushi : Coach Amross
- Brandon T. Jackson : Alan
- Larramie Doc Shaw : Mitch
- Tristin Mays : Isabel
- Robert Belushi : Assistant Coach Dan
- Hana Hayes : Ashley Newell
- Marv Albert : lui-même
- Charles Barkley : lui-même
- Steve Kerr : lui-même
- Reggie Miller : lui-même
- Shaquille O'Neal : lui-même
- Candace Parker : elle-même
- Kenny Smith : lui-même